# Johann Rudolph Schellenberg
Johann Rudolph Schellenberg (4. ledna 1740 Basilej – 6. srpna 1806, Töss u Winterthuru) byl švýcarský spisovatel, botanik a entomolog, malíř - ilustrátor a rytec. Zabýval se hlavně dvoukřídlými (Diptera) a brouky (Coleoptera), popsal některé nové druhy z těchto řádů. Patřil k nejvýznamnějším švýcarským ilustrátorům a byl jedním z nejvýznamnějších švýcarských rytců 18. století.
Ilustroval mnoho botanických entomologických prací, včetně díla Die Kennzeichen der Insekten, nach Anleitung des Königl. Schwed. Ritters und Leibarzts Karl Linnaeus. Mit einer Vorrede des Herrn Johannes Gessners od Johanna Heinricha Sulzera, vydaného v Curychu v roce 1761; Genera Insectorum Linnaei et Fabricii iconibus illustrata od Johann Jacob Roemera vydaném Steinerem ve Winterthur v roce in 1789 a svou vlastní práci Genres des mouches Diptères représentés en XLII planches projettées et dessinées et expliquées par deux amateurs de l'entomologie, vydaným v Zurichu v roce 1803. Toto dílo má 42 tabulek ilustrací.

## Bibliografie

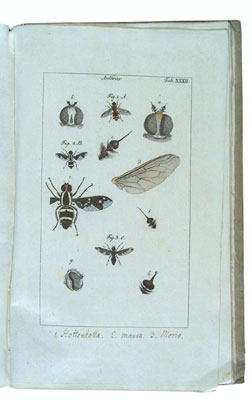
J. R. Schellenberg Gattungen der Fliegen